# Bacounoun
Bacounoun est un village du Sénégal situé en Basse-Casamance, au sud-ouest de Nyassia. Il fait partie de la communauté rurale de Nyassia et de l'arrondissement de Nyassia, dans le département de Ziguinchor et la région de Ziguinchor.
Lors du dernier recensement (2002), la localité comptait 170 habitants et 24 ménages.Son ancien chef de village fut Sagna el hadji 